# Flatanger
Flatanger là một đô thị ở hạt Trøndelag, Na Uy. Đô thị này thuộc vùng Namdalen. Trung tâm hành chính của đô thị này là làng Flatanger. Flatanger đã được tách khỏi Fosnes vào ngày 1 tháng 1 năm 1871. Đô thị này bao gồm 1.400 hòn đảo.